# Jean-Jacques Gourd
Jean-Jacques Gourd, född 13 september 1850 i Le Fleix, Frankrike, död 25 maj 1909 i Pregny-Chambésy, Schweiz, var en schweizisk filosof, verksam i Genève.
Gourd utgick från Charles Renouvier fenomenalism och gör gällande, att såväl på vetenskapens som på viljandets, det estetiska upplevelsens och samfundslivets områden företeelser ges, som inte kan samordnas eller bindas under laga; däri såg han religionens grundvalar. Bland Gourds skrifter märks Le phénomène (1883), Les trois dialectiques (1897) samt Philosophie de la religion (1911).